# Matadi

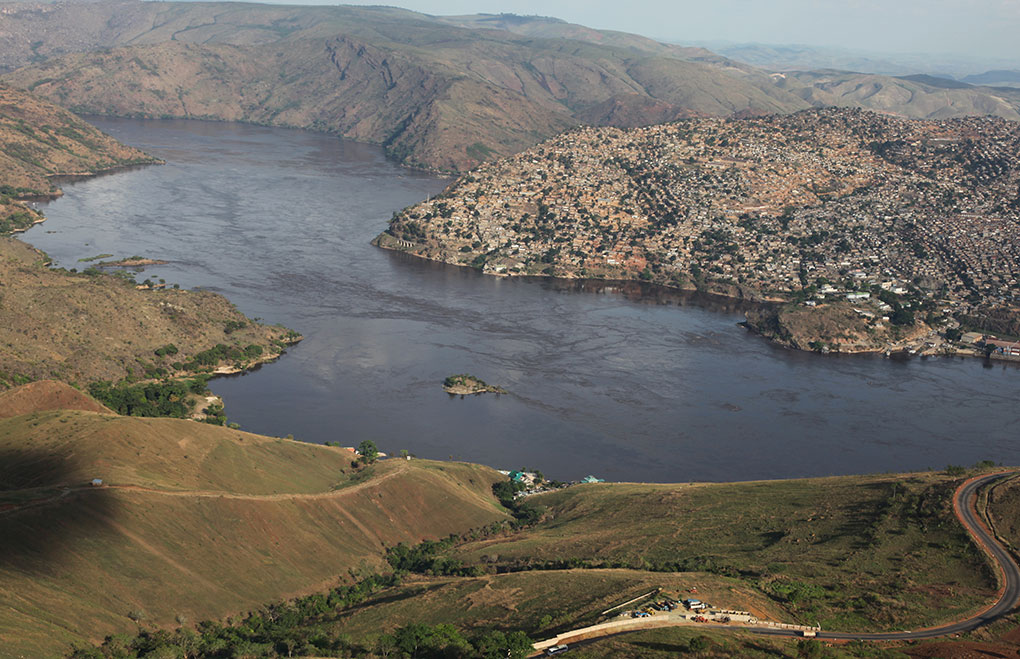
Matadi im November 2013

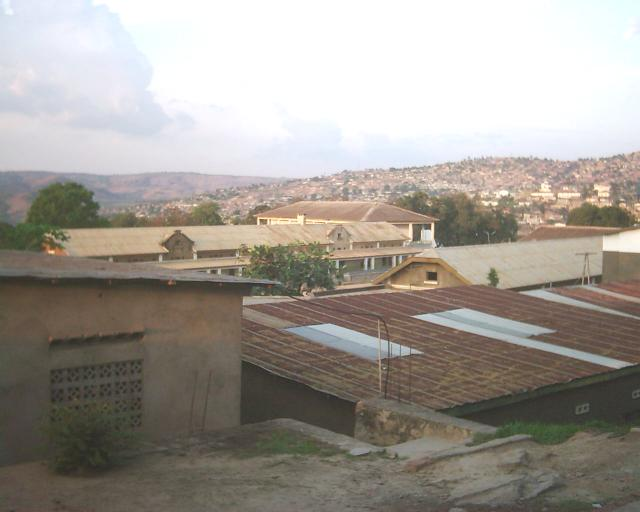
Matadi

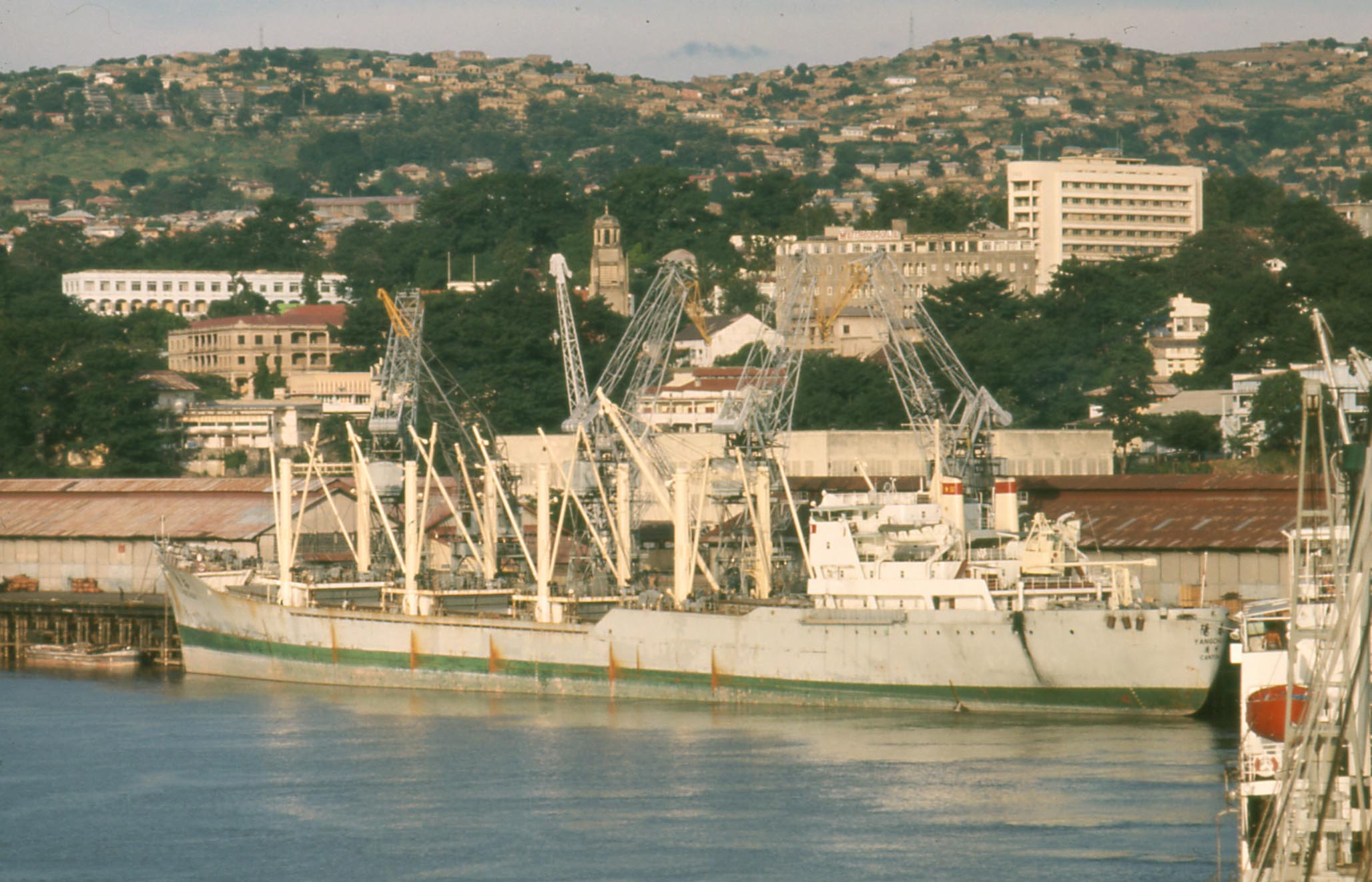
Der Hafen von Matadi 1965

Matadi ist eine Hafenstadt in der Demokratischen Republik Kongo.

## Allgemeines
Matadi ist die Hauptstadt der Provinz Kongo Central, die Einwohnerzahl beträgt nach aktuellen Berechnungen 291.338 (Stand: 2010). Die Stadt liegt am linken Ufer des Kongo, etwa auf halber Strecke zwischen dem Atlantik und der Hauptstadt des Kongo Kinshasa. Der Kongo ist bis zu dieser Stelle landeinwärts schiffbar, die Grenze zu Angola liegt etwas südlich der Stadt.
Matadi ist Sitz des Bistums Matadi.
Der Ortsname bedeutet „Stein“ in der hier verbreiteten Kikongo-Sprache. Die Stadt wurde auf steilen Hügeln errichtet. Im März 1887 machte Henry Morton Stanleys Expedition auf der Suche nach Emin Pascha hier auf dem Weg in das Innere Afrikas Station. In der Stadt fand am 11. Juli 1960 der Beginn der Kongo-Krise statt, als 2 Kriegsschiffe der Belgischen Marine Stellungen der Force Publique beschossen.

## Infrastruktur
- 1898 wurde die 366 km lange Eisenbahn nach Kinshasa fertiggestellt (begonnen durch Ernest François Cambier). Daneben gibt es auch eine Straßenverbindung zwischen beiden Städten (Route de Matadi).
- Seit 1983 spannt sich eine 722 m lange Straßenbrücke über den Fluss. Ursprünglich Pont Maréchal genannt, heißt sie heute Pont Matadi (Matadi-Brücke). Dies ist die einzige Brücke entlang des gesamten Unter- und Mittellaufs des riesigen Kongo-Flusses. Dank dieser Brücke verläuft der Hauptstrom von Autos vom südlichen Teil des afrikanischen Kontinents nach Nordwestafrika über Matadi.
- Die Stromversorgung der Stadt sichert ein Kraftwerk am Fluss M'pozo, der bei Matadi in den Kongo mündet.
- Es gibt den kleinen Flughafen Matadi.
- Matadi ist der wichtigste Seehafen der Demokratischen Republik Kongo.
- Die staatliche Fischereigesellschaft PEMARZA nutzt den Hafen. Daneben ist Matadi auch ein Ölhafen.

## Sehenswürdigkeiten
- Die Stromschnellen von Yelaba.
- Der "Felsen von Diogo Cão", benannt nach dem portugiesischen Entdecker, der 1482 den Kongo bis hierher erforschte.

## Persönlichkeiten
- Déo Kanda (* 1989), kongolesischer Fußballnationalspieler